# プロトラム405N
405Nは、かつてポーランドに存在した鉄道車両メーカーのプロトラムが開発した路面電車車両。社会主義時代に製造された車両の機器を流用した部分超低床電車で、クラクフのクラクフ市電で使用されている。

## 概要
片運転台式の5車体連接車で、そのうち前方から2車体目・4車体目の中間車体は乗降扉付近の床上高さを365 mmに抑えた低床構造となっている。6基存在するボギー台車は全て1次ばね・2次ばねを備えた動力台車で、各台車には2基の誘導電動機が搭載されており、動力は自在継手やかさ歯車を用いて各車軸に伝導される。また、台車が設置されている1車体目（前方車体）・3車体目・5車体目（後方車体）にはVVVFインバータ制御方式に対応した制御装置（IGBT素子）が搭載されている。制動装置は電力が回収可能な回生ブレーキ、台車に設置されたドラムブレーキ、電磁吸着ブレーキが用いられている。車内には冷房に対応した空調装置や換気システムが搭載されており、乗客の快適性の向上が図られている。
車両の製造に際しては、社会主義時代に製造されたボギー車の105Naの車体や機器が再利用されている。

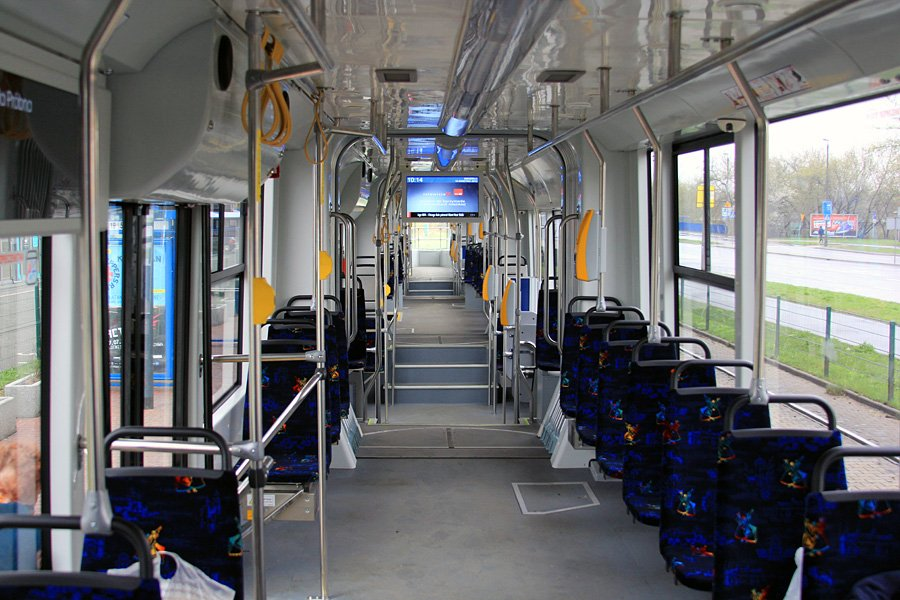
車内
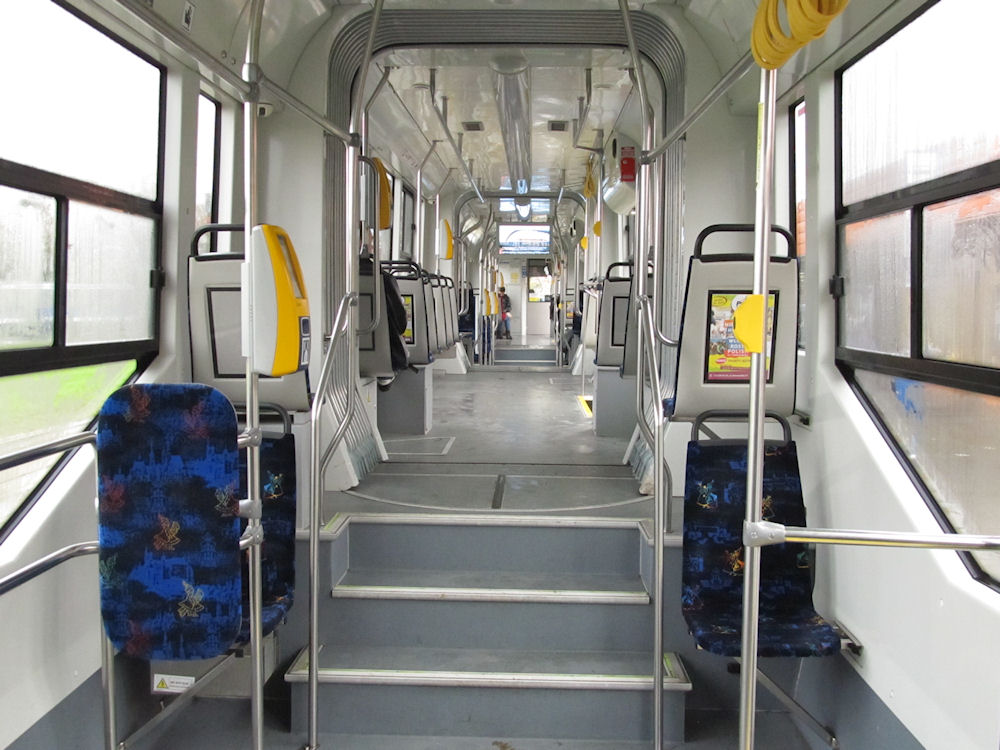
低床部分と高床部分の間には階段が存在する
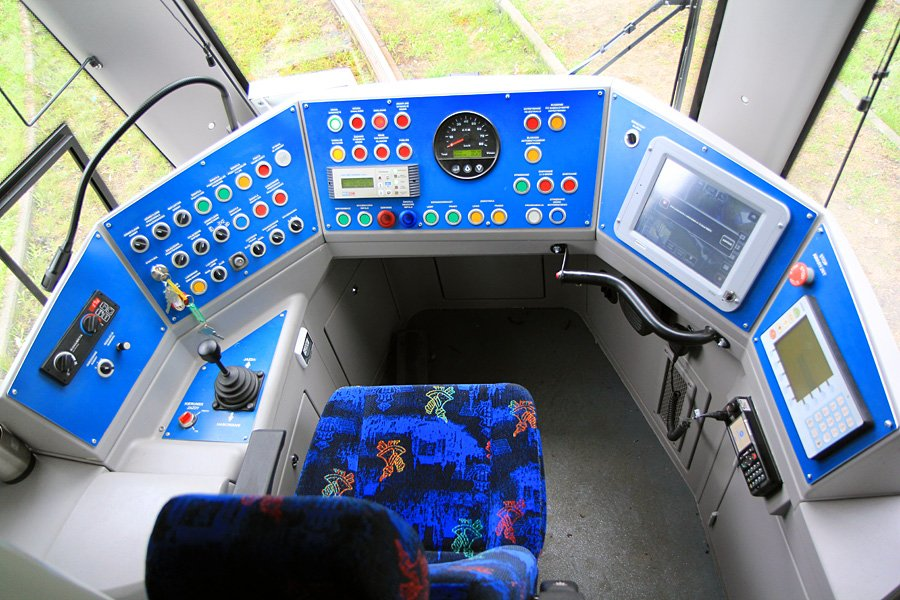
運転台

2012年にヴロツワフにあったプロトラムの工場で生産され、ヴロツワフ市電やクラクフ市電で実施された試運転を経て、同年4月20日から営業運転を開始した。2023年現在は1両がノワ・フタ車庫（Stacja Obsługi Tramwajów Nowa Huta）に在籍し、4号線で使用されている。

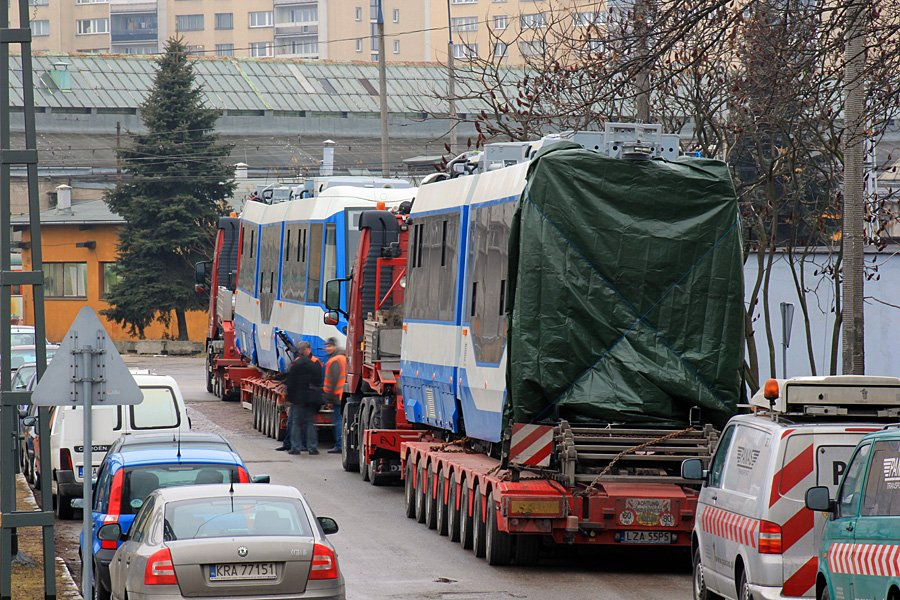
トレーラーから搬入中の405N（2012年撮影）
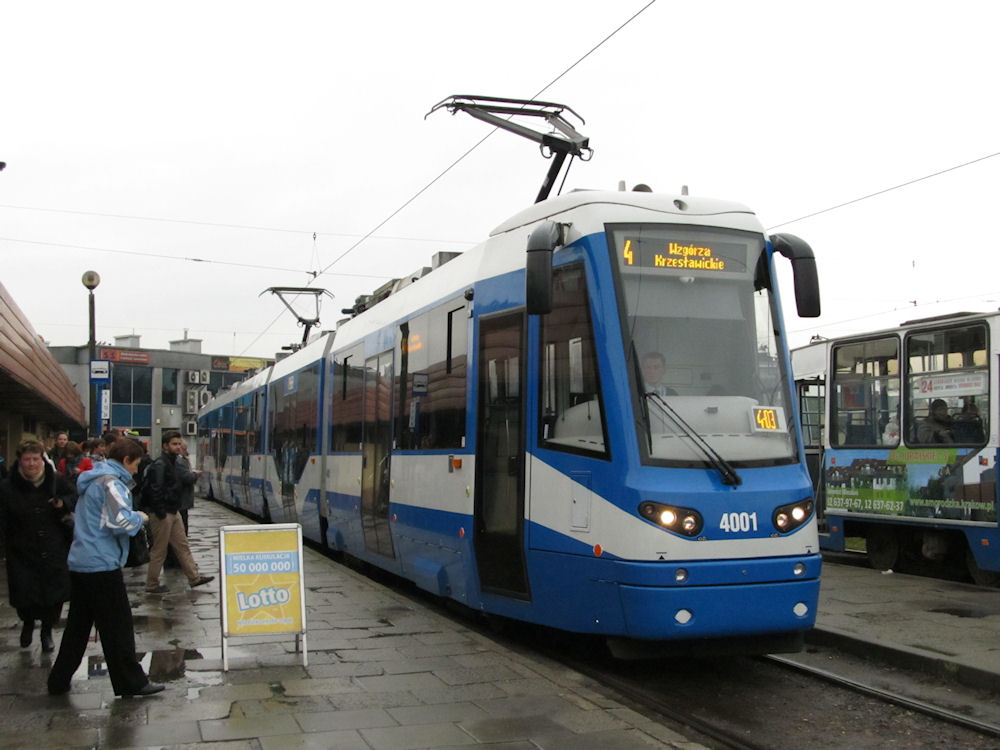
導入初期の405N（2014年撮影）
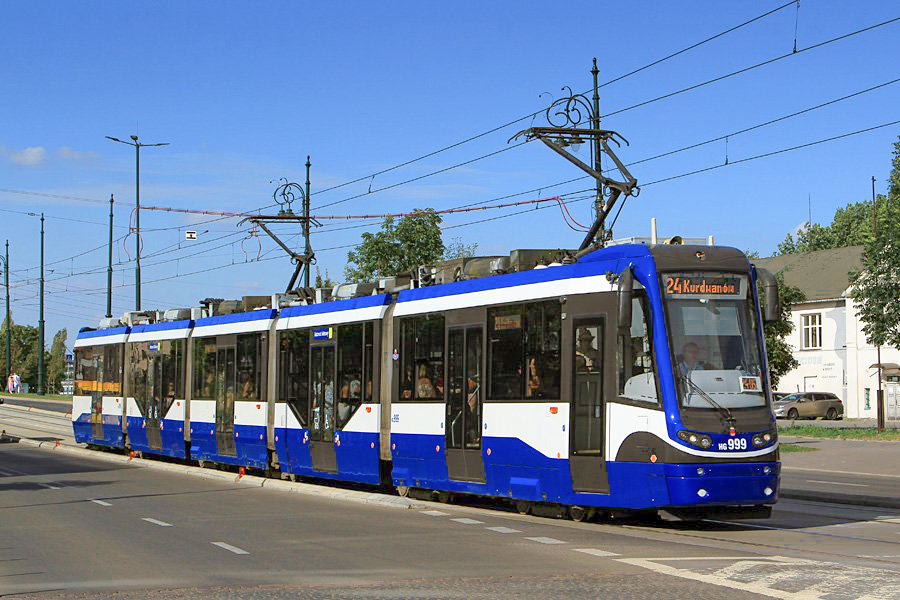
塗装や車両番号が変更された405N（2016年撮影）